# Ópera Savoy

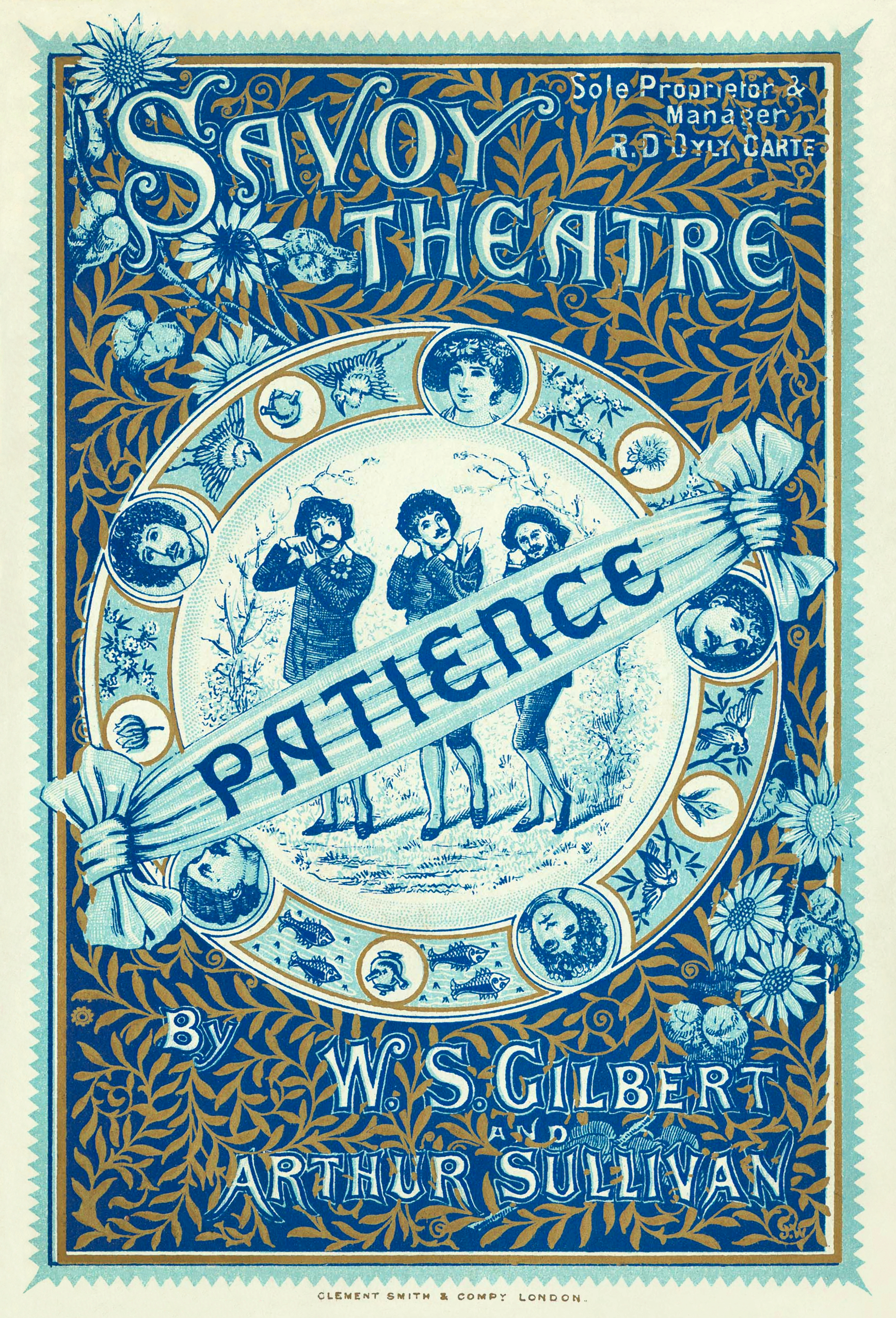
Cartaz da programação de Patience (1881)

Ópera Savoy era um estilo de ópera cômica que se desenvolveu na Inglaterra vitoriana, no final do século XIX, com W. S. Gilbert e Arthur Sullivan como os praticantes originais e mais bem sucedidos. O nome é derivado do Savoy Theatre, que o empresário Richard D'Oyly Carte construiu para abrigar as obras de Gilbert e Sullivan, e mais tarde, de outras equipes de compositores-liberistas. A grande maioria das óperas savoy que não era da dupla, não conseguiu alcançar uma posição no repertório standard, ou desapareceram ao longo dos anos, deixando o termo "Ópera Savoy", como praticamente sinônimo de Gilbert e Sullivan. As óperas Savoy (em ambos os sentidos) foram influências seminais sobre a criação do musical moderna.
Gilbert, Sullivan, Carte e outros compositores britânicos, libretistas e produtores da era vitoriana, bem como a imprensa britânica contemporânea e literária, chamou seus trabalhos de "óperas cômicas" para distinguir o seu conteúdo e estilo das frequentes operetas risqué da Europa continental que desejavam se afastar. A maior parte da literatura publicada sobre Gilbert e Sullivan do seu tempo, refere-se a suas obras como "Savoy Óperas", "óperas cômicas", ou ambos. No entanto, a Penguin Opera Guides e muitos outros dicionários e enciclopédias de música geralmente classificam os trabalhso de Gilbert e Sullivan como operetas.
Patience (1881), foi a primeira ópera a abrir no Savoy e é então considerada a primeira "Ópera Savoy".

## Outras definições
Durante os anos em que as óperas de Gilbert e Sullivan ("G&S") estavam sendo escritas, Richard D'Oyly Carte também produziu, no Savoy Theatre, óperas de outras equipes de compositores-libretistas, seja como abertura de cortinas para as peças G&S ou para encher o teatro quando nenhuma peça G&S estava disponível. Para seus contemporâneos, o termo "Savoy Opera" se referia a qualquer ópera que se apresentasse naquele teatro, independentemente de quem a escrevesse.
Além dos levantadores de cortina (que estão listados na segunda tabela abaixo), as óperas G&S foram as únicas obras produzidas no Savoy Theatre desde a data de sua inauguração (10 de outubro de 1881) até o fechamento de The Gondoliers em 20 de junho de 1891. Na década seguinte, havia apenas duas novas peças G&S (Utopia Limited e The Grand Duke), ambas com tiragens relativamente curtas. Para preencher a lacuna, Carte montou reavivamentos de G&S, óperas de Sullivan com diferentes libretistas e obras de outras equipes de compositores e libretistas. Richard D'Oyly Carte morreu em 3 de abril de 1901. Se o nexo de Carte e do Savoy Theatre é usado para definir "Savoy Opera", então a última nova Savoy Opera foi The Rose of Persia (música de Sullivan, libreto de Basil Hood), que decorreu de 28 de novembro de 1899 a 28 de junho de 1900.
Após a morte de Carte, sua esposa Helen Carte assumiu a gestão do teatro. Em 1901, ela produziu a última ópera de Sullivan, The Emerald Isle (concluída após a morte de Sullivan por Edward German), e durante a exibição dessa ópera, ela contratou William Greet como gerente do teatro. Mais tarde naquele ano, ela alugou o teatro para Greet, que então produziu Ib and Little Christina, The Willow Pattern, um renascimento de Iolanthe, Merrie England (1902) e A Princess of Kensington (1903), cada um com um elenco composto principalmente por Carte's Savoy Company. Cyril Rollins e R. John Witts adotam A Princess of Kensington como a última das Óperas de Sabóia. Depois que A Princess of Kensington fechou em maio de 1903, a Sra. Carte alugou o teatro para partes não relacionadas até o final de 1906, quando produziu a primeira de suas duas temporadas de reavivamentos de G&S no repertório do Savoy, com Gilbert voltando para dirigir.
Em março de 1909, Charles H. Workman alugou o teatro, produzindo três novas peças, incluindo uma de Gilbert, Fallen Fairies (música de Edward German). A última dessas obras produzidas por Workman veio no início de 1910, Two Merry Monarchs, de Arthur Anderson, George Levy e Hartley Carrick, com música de Orlando Morgan. A imprensa contemporânea referiu-se a essas obras como "Savoy Operas", e SJ Adair Fitz-Gerald considerou as peças de Workman como as últimas Savoy Operas.

Fitz-Gerald escreveu seu livro, The Story of the Savoy Opera, em 1924, quando essas outras peças ainda estavam na memória viva. Mas nas décadas seguintes, as obras produzidas no Savoy por outros compositores e libretistas além de Gilbert e Sullivan foram esquecidas ou raramente revividas. O termo "Savoy Opera" passou a ser sinônimo das treze obras existentes de Gilbert e Sullivan. A primeira colaboração de Gilbert e Sullivan - a ópera Thespis de 1871 - não foi uma Ópera Savoy sob nenhuma das definições mencionadas até agora, já que Richard D'Oyly Carte não a produziu, nem nunca foi apresentada no Savoy Theatre. No entanto, Rollins & Witts a incluem em seu compêndio das Óperas Savoy, assim como Geoffrey Smith. OO Oxford English Dictionary define a frase como: "Designando qualquer uma das óperas de Gilbert e Sullivan originalmente apresentadas no Savoy Theatre em Londres pela companhia D'Oyly Carte. Também usado de forma mais geral para designar qualquer uma das óperas de Gilbert e Sullivan, incluindo as primeiras apresentado antes da inauguração do Teatro Savoy em 1881, ou para designar qualquer ópera cômica de estilo semelhante que apareceu no teatro".